# Lookin Ass
Lookin Ass (titolo originale Lookin Ass Nigga) è un singolo della rapper trinidadiana Nicki Minaj, prodotto da Detail e pubblicato nel 2014. Il brano è contenuto nell'album della Young Money Entertainment Young Money: Rise of an Empire. Inizialmente doveva anche apparire nell'album di Nicki Minaj, The Pinkprint, ma è stato successivamente scartato. Lookin Ass è un brano elettrorap. Il video musicale del brano è stato pubblicato il 14 febbraio 2014.
Il brano critica i comportamenti stereotipatici comunemente associati agli uomini.